# Victor Kilian
Victor Arthur Kilian (* 6. März 1891 in Jersey City, New Jersey; † 11. März 1979 in Los Angeles, Kalifornien) war ein US-amerikanischer Schauspieler.

## Leben
Victor Kilian arbeitete in seiner Jugend zunächst als Ausfahrer für die Wäscherei seines Vaters, bevor er sich einer Vaudeville-Truppe anschloss. Nach etlichen Stationen bei Tourneetheatern spielte er mit Walter Huston beim Stück Desire under elms und blieb in New York. Etliche Rollen bei in Long Island gedrehten Filmen folgten, so dass der fast 1,90 m große Schauspieler 1936 nach Hollywood kam, wo er zahlreiche Nebenrollen als raubeiniger Städter oder Sheriff spielte. Seinen ersten Dreijahresvertrag erhielt er bei Columbia Pictures. Bei den Dreharbeiten zu Piraten im karibischen Meer (1942) verlor er durch einen Unfall ein Auge.
Nachdem er zu Beginn der 1950er Jahre im Zuge der McCarthy-Ära wegen seiner politisch eher linken Haltung auf der Schwarzen Liste geführt wurde, blieben Rollenangebote aus; bei manchen Filmen (so zum Beispiel Unknown world von 1951) wurde er trotz Hauptrolle nicht in der Besetzungsliste geführt. Kilian konzentrierte sich anschließend fast ausschließlich auf Engagements beim Theater, erst in den 1970er-Jahren begann er wieder beim Fernsehen zu spielen. Zwischen 1976 und 1977 spielte er den Großvater Lerkin in der populären Fernsehserie Mary Hartman, Mary Hartman. Bis zu seinem Tod blieb Kilian als Schauspieler tätig.
Victor Kilian wurde am 11. März 1979 im Alter von 88 Jahren erschlagen, offenbar von Einbrechern, die in seine Wohnung eingedrungen waren. Der Mordfall blieb ungeklärt. Sein Tod führte zur Bildung einer Urban Legend, dass sein Geist auf dem Hollywood Walk of Fame spuke. Sein Grab befindet sich auf dem Westwood Village Memorial Park Cemetery. Mit seiner 1961 verstorbenen Frau Daisy hatte er einen Sohn.

## Filmografie (Auswahl)
- 1932: The Wiser Sex
- 1936: Mississippi-Melodie (Banjo on my Knee)
- 1936: Riffraff
- 1936: Ramona
- 1937: Im siebenten Himmel (Seventh Heaven)
- 1937: Tovarich
- 1938: Toms Abenteuer (The Adventures of Tom Sawyer)
- 1938: Gold Diggers in Paris
- 1938: Teufelskerle (Boys Town)
- 1939: St. Louis Blues
- 1939: Die Abenteuer des Huckleberry Finn (The Adventures of Huckleberry Finn)
- 1939: S.O.S. Feuer an Bord (Only Angels Have Wings)
- 1940: Goldschmuggel nach Virginia (Virginia City)
- 1940: Dr. Zyklop (Dr. Cyclops)
- 1940: Der junge Edison (Young Tom Edison)
- 1940: ’Til We Meet Again
- 1940: Rache für Jesse James (The Return of Frank James)
- 1940: Im Zeichen des Zorro (The Mark of Zorro)
- 1941: Überfall der Ogalalla (Western Union)
- 1941: König der Toreros (Blood and Sand)
- 1941: Sergeant York
- 1942: Piraten im karibischen Meer (Reap the Wild Wind)
- 1942: Atlantic Convoy
- 1942: Die Narbenhand (This Gun for Hire)
- 1943: Ritt zum Ox-Bow (The Ox-Bow Incident)
- 1943: Bomber’s Moon
- 1944: Kismet
- 1944: Auf Ehrenwort (Uncertain Glory)
- 1944: Belle of the Yukon
- 1945: Jagd auf Dillinger (Dillinger)
- 1945: Ich kämpfe um dich (Spellbound)
- 1946: Duell in der Sonne (Duel in the Sun)
- 1946: Smoky, König der Prärie (Smoky)
- 1946: Zwei Sprengstoffverkäufer (Little Giant)
- 1947: Tabu der Gerechten (Gentleman’s Agreement)
- 1948: Silberkönig (Northwest Stampede)
- 1949: Ich erschoß Jesse James (I Shot Jesse James)
- 1949: Guillotine (Reign of Terror)
- 1949: Madame Bovary und ihre Liebhaber (Madame Bovary)
- 1949: Der Geisterschütze (Rimfire)
- 1950: Der Rebell (The Flame and the Arrow)
- 1950: Blutrache in Montana (The Showdown)
- 1950: Stars in My Crown
- 1950: Der Haß ist blind (No Way Out)
- 1950: Die Rückkehr von Jesse James (The Return of Jesse James)
- 1950: Zorros Tochter (The Bandit Queen)
- 1951: Verschwörung im Nachtexpreß (The Tall Target)
- 1951: Die Faust der Vergeltung (Passage West)
- 1976–1977: Mary Hartman, Mary Hartman (Fernsehserie, 247 Folgen)
- 1979: All in the Family (Fernsehserie, zwei Folgen)